# Miconia desportesii
Miconia desportesii är en tvåhjärtbladig växtart som beskrevs av Ignatz Urban. Miconia desportesii ingår i släktet Miconia och familjen Melastomataceae. Inga underarter finns listade i Catalogue of Life.